# Тодуа, Александр
Александр Тодуа (груз. ალექსანდრე თოდუა, родился 2 ноября 1987 года в Тбилиси) — грузинский регбист, игрок команды «Блэк Лайон».

## Карьера
Выступал в прошлом за клуб «Альби» из Про Д2. В составе сборной Грузии дебютировал 29 марта 2008 года в игре против Чехии, в 67 играх набрал 35 очков. Участник чемпионатов мира 2011 и 2015.
В 2008 году стал бронзовым призёром чемпионата Европы по регби-7 в Ганновере.